# Cufeu
Cufeu – wieś w Gwinei Bissau, w regionie Oio.